# Ronde van Groot-Brittannië 2011
De Ronde van Groot-Brittannië 2011 (Engels: Tour of Britain 2011) werd gehouden van zondag 11 september tot en met zondag 18 september in Groot-Brittannië. De 18de editie van deze ronde ging over een afstand van 1.255,3 km en werd gewonnen door Lars Boom van Rabobank. De wielerkoers maakte deel uit van de UCI Europe Tour 2011 (categorie 2.1). In totaal gingen 95 renners van start, van wie 79 uiteindelijk de eindstreep bereikten in Londen.

## Etappe-overzicht
| etappe | datum        | start            | finish         | afstand      | winnaar            | klassementsleider |
| ------ | ------------ | ---------------- | -------------- | ------------ | ------------------ | ----------------- |
| 1e     | 11 september | Peebles          | Dumfries       | 170,3        | Mark Cavendish     | Mark Cavendish    |
| 2e     | 12 september | Kendal           | Blackpool      | 137,7        | etappe geannuleerd | Mark Cavendish    |
| 3e     | 13 september | Stoke-on-Trent   | Stoke-on-Trent | 140 km       | Lars Boom          | Lars Boom         |
| 4e     | 14 september | Welshpool        | Caerphilly     | 183,7 km     | Thor Hushovd       | Lars Boom         |
| 5e     | 15 september | Exeter           | Exmouth        | 180,3 km     | Mark Renshaw       | Lars Boom         |
| 6e     | 16 september | Taunton          | Wells          | 146 km       | Lars Boom          | Lars Boom         |
| 7e     | 17 september | Bury St. Edmunds | Sandringham    | 199,7 km     | Gediminas Bagdonas | Lars Boom         |
| 8e     | 18 september | Londen           | Londen         | 8,8 km (ITT) | Alex Dowsett       | Lars Boom         |
| 9e     | 18 september | Londen           | Londen         | 88 km        | Mark Cavendish     | Lars Boom         |

## Eindklassementen
| Plaats    | Naam                   | Ploeg                  | Tijd      |
| --------- | ---------------------- | ---------------------- | --------- |
| Gele trui | Lars Boom              | Rabobank               | 26u57'35" |
| 2         | Steven Cummings        | Sky ProCycling         | +00' 36"  |
| 3         | Jan Barta              | Team NetApp            | +00' 55"  |
| 4         | Linus Gerdemann        | Team Leopard-Trek      | +00' 57"  |
| 5         | Jonathan Tiernan-Locke | Rapha Condor-Sharp     | +01' 03"  |
| 6         | Iker Camaño            | Endura Racing          | +01' 07"  |
| 7         | Jelle Wallays          | Topsport Vlaanderen-M. | +01' 12"  |
| 8         | Joost Posthuma         | Team Leopard-Trek      | +01' 13"  |
| 9         | Leopold König          | Team NetApp            | +01' 19"  |
| 10        | Daniel Lloyd           | Team Garmin-Cervélo    | +01' 25"  |
| 11        | Michael Rogers         | Sky ProCycling         | +01' 30"  |
| 12        | Geraint Thomas         | Sky ProCycling         | +01' 55"  |
| 13        | Mark Cavendish         | Team HTC-High Road     | +02' 23"  |
| 14        | Boy van Poppel         | UnitedHealthcare       | +02' 52"  |
| 15        | Andrew Fenn            | An Post-Sean Kelly     | +02' 53"  |

| Plaats      | Naam           | Ploeg                  | Punten |
| ----------- | -------------- | ---------------------- | ------ |
| Groene trui | Geraint Thomas | Sky ProCycling         | 70     |
| 2           | Mark Cavendish | Team HTC-High Road     | 67     |
| 3           | Lars Boom      | Rabobank               | 66     |
|             |                |                        |        |
| 6           | Stijn Neirynck | Topsport Vlaanderen-M. | 36     |

| Plaats    | Naam                   | Ploeg                   | Punten |
| --------- | ---------------------- | ----------------------- | ------ |
| Rode trui | Jonathan Tiernan-Locke | Rapha Condor-Sharp      | 71     |
| 2         | Russell Hampton        | Sigma Sport-Specialized | 48     |
| 3         | Steven Cummings        | Sky ProCycling          | 30     |
|           |                        |                         |        |
| 6         | Pieter Ghyllebert      | An Post-Sean Kelly      | 19     |
| 11        | Boy van Poppel         | UnitedHealthcare        | 24     |

| Plaats     | Naam               | Ploeg              | Punten |
| ---------- | ------------------ | ------------------ | ------ |
| Witte trui | Pieter Ghyllebert  | An Post-Sean Kelly | 36     |
| 2          | Gediminas Bagdonas | An Post-Sean Kelly | 20     |
| 3          | Ronan McLaughlin   | An Post-Sean Kelly | 15     |
|            |                    |                    |        |
| 7          | Lars Boom          | Rabobank           | 11     |

| Plaats      | Naam              | Ploeg                  | Tijd      |
| ----------- | ----------------- | ---------------------- | --------- |
| Oranje trui | Jelle Wallays     | Topsport Vlaanderen-M. | 26u57'35" |
| 2           | Andrew Fenn       | An Post-Sean Kelly     | +01' 41"  |
| 3           | Bert-Jan Lindeman | Vacansoleil-DCM        | +01' 58"  |

| Plaats | Ploeg             | Tijd      |
| ------ | ----------------- | --------- |
|        | Sky ProCycling    | 80u56'12" |
| 2      | Team Leopard-Trek | +01' 33"  |
| 3      | Rabobank          | +04' 12"  |

1987 · 
1988 · 
1989 · 
1990 · 
1991 · 
1992 · 
1993 · 
1994 · 
1995 · 
1996 · 
1997 · 
1998 · 
1999 · 
2000 · 
2001 · 
2002 · 
2003 · 
2004 · 
2005 · 
2006 · 
2007 · 
2008 · 
2009 · 
2010 · 
2011 · 
2012 · 
2013 · 
2014 · 
2015 · 
2016 ·
2017 · 
2018 ·
2019 ·
2020 · 
2021 · 
2022 · 
2023 · 
2024 ·